# Hans-Peter Zaugg
Hans-Peter Zaugg (Berna, 2 dicembre 1952) è un allenatore di calcio e dirigente sportivo svizzero.

## Carriera

### Allenatore
Dopo 14 mesi alla guida del Bienna viene esonerato il 31 agosto 2014 dopo la sconfitta casalinga per 0-1 contro il Losanna e dopo un brutto inizio di stagione che vedeva la squadra seelandese occupare l'ultimo posto del campionato di Challenge League.

## Palmarès

### Club

#### Competizioni nazionali
- Campionato svizzero: 1

Grasshoppers: 2000-2001